# Bolitoglossa decora
Bolitoglossa decora е вид земноводно от семейство Plethodontidae. Видът е критично застрашен от изчезване.

## Разпространение
Разпространен е в Хондурас.